# Mikael Wiehe

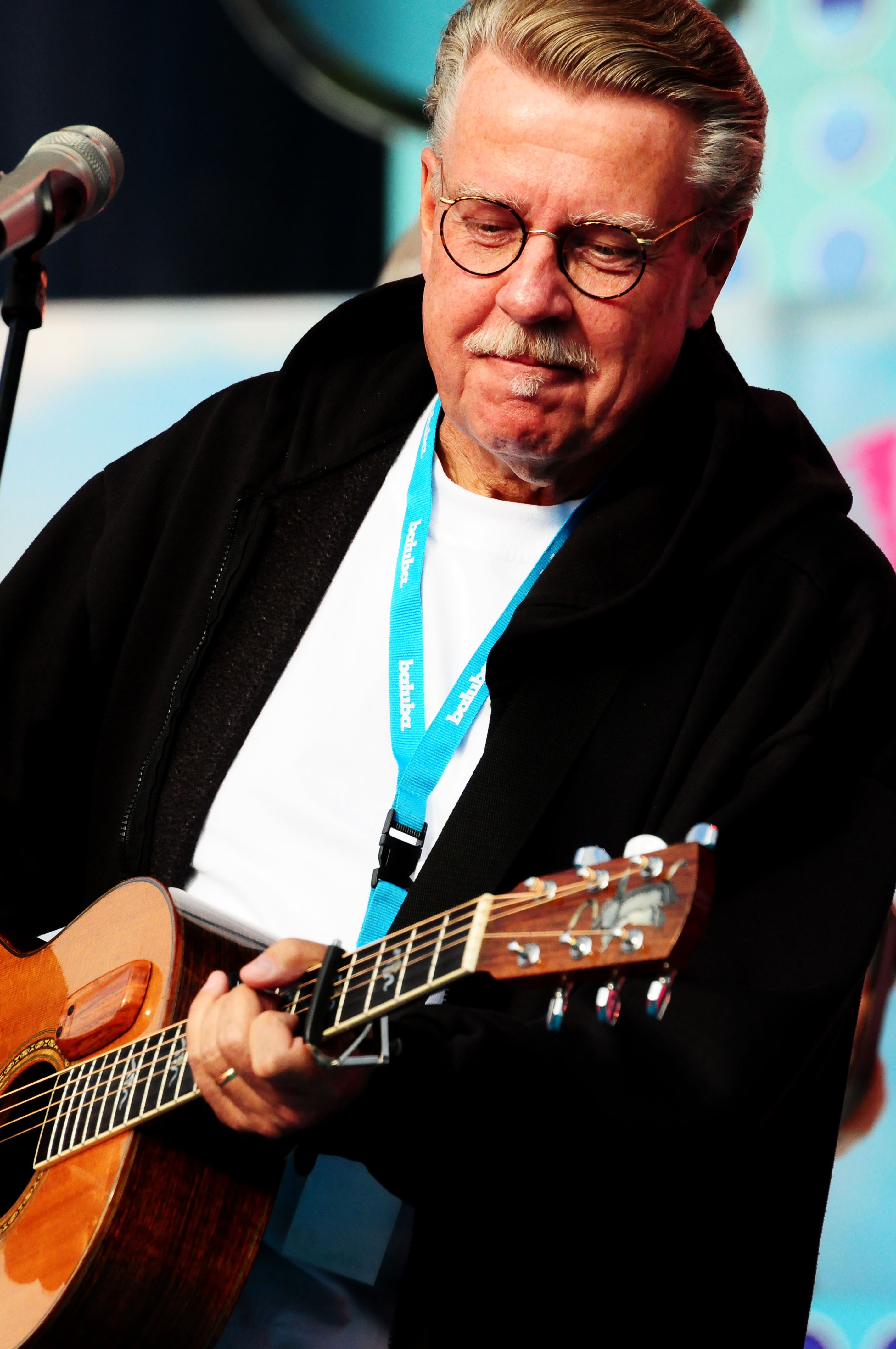
Mikael Wiehe 2012.

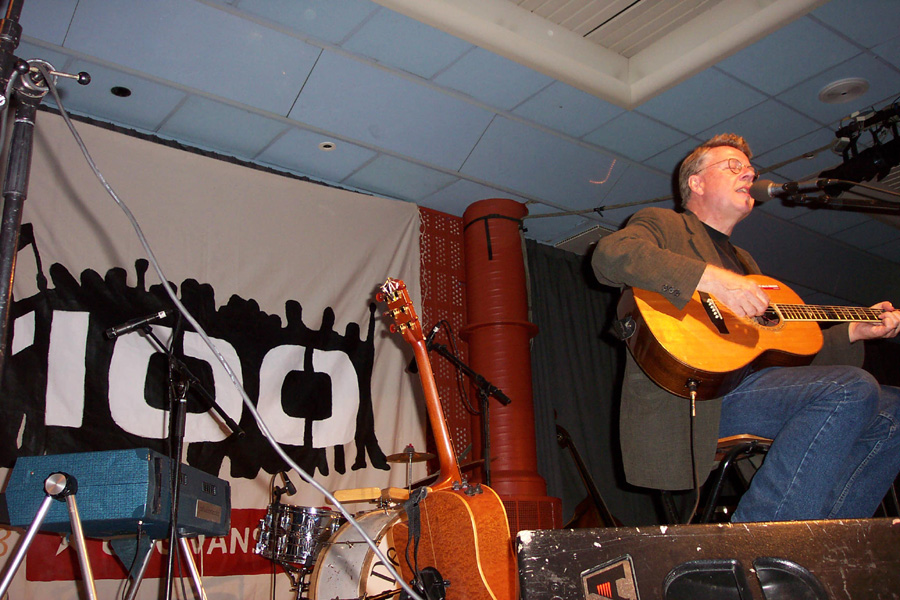
Mikael Wiehe auf dem Kongress der Jungen Linken 2003.

Mikael Christian Wiehe (* 10. April 1946 in Stockholm) ist ein schwedischer Musiker, Sänger, Liedermacher, Übersetzer und Komponist. Mit Auftritten und auch Tonträgern (seit 1971) beeinflusst er bis heute die schwedische Musikszene. Neben etlichen anderen Preisen hat er als erster Künstler den schwedischen Martin-Luther-King-Preis für Hoffnung und Versöhnung erhalten.

## Leben
Mikael Wiehe ist in Kopenhagen und Malmö aufgewachsen, sein Vater war Däne, seine Mutter Schwedin. Als Kind bekam er Klavierunterricht, aber als Musiker auf Gitarre und Saxofon ist er Autodidakt. Im Jahr 1963 spielte er zum ersten Mal in der Band Cooling's Traditional Jazzmen. Zusammen mit seinem Bruder Thomas Wiehe und dem Jugendfreund Göran Skytte bildete er 1964 das Jazzorchester Bluncks Lucky Seven, das 1967 von der Beatles-inspirierten Band Moccers abgelöst wurde. Danach folgten eine Menge unterschiedlicher Orchester- und Bandzusammensetzungen mit Namen wie Spridda Skurar, Hoola Bandoola Band, Kabaréorkestern und Wiehe & Co. Seine Ehe thematisiert er in dem Lied Tango sowie auf der CD Sånger från en inställd skilsmässa (dt.: Lieder von einer abgeblasenen Scheidung, 2009).

## Werk
Die Bandbreite von Wiehes eigenen Liedern umspannt ein Repertoire von Liebesliedern über Balladen bis Politsongs. Daneben hat er Werke anderer Künstler aufgeführt und dabei häufig ihre Texte ins Schwedische übertragen. Dreimal legte Wiehe Platten mit Liedern von Bob Dylan vor: 1982 Dom ensligas allé (dt.: Allee des Einsamen, nach dem Dylantitel Desolation Row), 2006 Totta & Wiehe - Dylan (mit dem Sänger und Gitarristen Totta Näslund) und 2007 Dylan på svenska (dt.: Dylan auf Schwedisch; mit der Sängerin und Schauspielerin Ebba Forsberg). Von Wiehe übersetzte Lieder Leonard Cohens hat Forsberg unter dem Titel Ta min vals (dt.: Nimm meinen Walzer; im Original: Take This Waltz) veröffentlicht. Für den Schauspieler und Sänger Rikard Wolff übersetzte Mikael Wiehe Tangos von Carlos Gardel.
Wiehe verstand seine Kunst auch als politischen Auftrag. So hatte er etwa 1979 seine Teilnahme an dem Festival Gränslöst - Mot fascism och invandrarhets (dt. etwa: Grenzenlos - Gegen Faschismus und Ausländerhass) zugesagt. 1985 ergriff er nach eigenen Angaben die Initiative für ein Konzert zur Unterstützung des African National Congress. Im Jahr 2001 beteiligte er sich maßgeblich an der Errichtung der Stiftelsen Hela Sverige - Artister mot nazister (dt.: Stiftung ganz Schweden - Künstler gegen Nazis). 2002 engagierte er sich für einen schwedischen Staatsbürger, der von den USA nach Guantanamo verschleppt und dort ohne Anklage jahrelang festgehalten wurde.

## Kritik am Kubaengagement
2007 trat Wiehe in Malmö auf einem Solidaritätskonzert für Kuba auf. In diesem Zusammenhang hatte er in der örtlichen Zeitung Sydsvenska Dagbladet erklärt, Kuba sei dasjenige Land in Mittelamerika, das die Menschenrechte in den letzten vierzig Jahren am besten verteidigt habe. Überdies würden die schlimmsten Verbrechen gegen die Menschenrechte auf der Insel Kuba auf der US-Militärbasis Guantanamo begangen. Dies führte zu einer lebhaften öffentlichen Diskussion und auch Kritik, nicht zuletzt weil Wiehe die kubanische "Revolution als eine wünschenswerte Selbstverständlichkeit" einstufte. Daraufhin lud ihn die auflagenstärkste schwedische Tageszeitung Dagens Nyheter zu einem Gastbeitrag ein. Darin wies Wiehe darauf hin, dass er sehr wohl  Mängel wie mangelnde Redefreiheit, politische Gefangene sowie Armut verurteile. Gleichzeitig verlangte er aber, die Fortschritte des Landes anzuerkennen, etwa bei Alphabetisierung und Bildung oder der sehr guten medizinischen Versorgung, die zur höchsten Lebenserwartung aller lateinamerikanischen Länder geführt habe. Für viele Menschen in noch ärmeren Ländern sei dieser relative Wohlstand in Kuba durchaus attraktiv, während sie einer von den USA propagierten Demokratisierung misstrauten, auch eingedenk der US-Unterstützung für Unrechts- und Folterregime.